# منافسة ليفربول ومانشستر يونايتد
المنافسة بين ليفربول ومانشستر يونايتد و التي تعرف باسم دربي الشمال الغربي (بالإنجليزية: North West derby) هي إحدى أهم المنافسات الرياضية في كرة القدم الإنجليزية، بين أكثر ناديين تحقيقاً للألقاب وهما نادي ليفربول و نادي مانشستر يونايتد. قيل عنها أنها «المباراة الأكثر شهرة في كرة القدم الإنجليزية». وهذه المنافسة هي أحد أفضل الدربيات في إنجلترا.
يرجع جذور الصراع بين الفريقين، إلى صراع بين المدينتين ليفربول ومانشستر في القرن التاسع عشر. في ذلك الوقت كانت مدينة ليفربول مزدهرة بسبب ميناءها البحري الشهير، في المقابل فإن جارتها مدينة مانشستر التي لا تبعد أكثر من 30 ميلاً عن ليفربول كانت تزدهر فيها الصناعة. عندها قرر أهالي مدينة مانشستر أن يشقوا قناة مائية لرسوا السفن التجارية عوضاً عن الذهاب لميناء ليفربول. و افتتحت قناة مانشستر الملاحية عام 1894، وبدأت السفن التجارية ترسوا فيها مما سبب خسائر اقتصادية فادحة لمدينة ليفربول وارتفع معدلي الفقر والبطالة في المدينة مم أثار حنق وغضب أهالي ليفربول.
زادت حدة تلك المنافسة في الستينات، بعد أن أصبح مانشستر يونايتد أول فريق إنجليزي يفوز بكأس أوروبا عام 1968، نادي ليفربول رد على ذاك الإنجاز بفوزه بأربع بطولات أوروبية في السبعينات والثمانينات. محلياً، كان نادي ليفربول أفضل الأندية الإنجليزية تحقيقاً للألقاب المحلية، لكن بعدما حقق لقبه الأخير في بطولة الدوري الإنجليزي عام 1990، بعدها بدأ مانشستر يونايتد بشغل مكان نادي ليفربول كأفضل نادي محلي وبدأ بالسيطرة على الكرة الإنجليزية في التسعينات وأصبح أنجح الأندية الإنجليزية على المستوى المحلي. آخر لاعب ينتقل بين الفريقين هو فيل تشيسنال، الذي انتقل من نادي ليفربول إلى مانشستر يونايتد في 1964.
يتفوق ليفربول في عدد الألقاب المحققة، حيث حصل على 69 بطولة، بينما حقق مانشستر يونايتد 68 بطولة.

## تأسس الناديين

### مانشستر يونايتد
تأسس نادي مانشستر يونايتد عام 1878 وكان يسمى النادي آنذاك باسم نويتن هيث سكة حديد لانكشاير ويوركشاير وتم تأسيسه من قبل إدارة العربات والناقلات لمحطة سكة حديد لانكشاير ويوركشاير (LYR) في حي نيوتن هيث. لعب النادي في البداية مباريات ضد إدارات وشركات خطوط أخرى، لكنهم لعبوا أول مباراة مسجلة في 2 نوفمبر 1880 لهم، لابسين الذهبي والأخضر وهما لونيّ الشركة، وقد واجهوا بولتون واندررز، وهُزموا بنتيجة 6-0. صار النادي عضو مؤسس في عام 1888 لكومبينايشن، وهو دوري كرة قدم. لكن بعد موسم واحد فقط، انتهى هذا الدوري، وانضم نيوتن هيث لتحالف كرة القدم، وهو دوري كرة القدم الجديد المؤَسّس، وجرى هذا الدوري لثلاث مواسم قبل أن يدمج مع دوري كرة القدم. لعب النادي في الدرجة الأولى، وبمرور الوقت استقل النادي عن الشركة وحذف (LYR) من اسمه ليصبح فقط نيوتن هيث. بعد موسمين، هبط النادي للدرجة الثانية. في يناير 1902 ومع ديون قيمتها 2670 باوند -تساوي 210000 باوند في 2013، جاء للنادي أمر بالتصفية. وجد الكابتن هاري ستافورد أربعة رجال أعمال، من ضمنهم جون هنري ديفيز (الذي أصبح رئيس النادي)، كل واحد منهم تطوع ليستثمر 500 باوند للمصلحة المباشرة في الاهتمام بالنادي الذي بعد ذلك غير اسمه، حيث أن مانشستر يونايتد في 24 أبريل 1902 قد «وُلد» رسمياً.

### ليفربول
تأسس نادي ليفربول لكرة القدم بعد خلاف بين إدارة نادي إيفرتون ورئيس النادي ومالك أرض الأنفيلد جون هولدينغ. بعد ثمان سنوات في الملعب انتفل نادي إيفرتون إلى الغوديسون بارك في 1892 وأسس جون هولدينغ نادي ليفربول ليلعب على أرض الأنفيلد. في البداية سمي النادي "نادي إيفرتون لكرة القدم والأراضي الرياضية المحدودة (بالإنجليزية: Everton F.C. and Athletic Grounds Ltd)" أو إيفرتون الرياضي اختصاراً. تغير اسم النادي إلى ليفربول لكرة القدم (بالإنجليزية: Liverpool F.C.) بعد رفض اتحاد كرة القدم الاعتراف باسم إيفرتون. الفريق فاز بدوري لانكشر في أول موسم، وانضم لدوري كرة القدم الدرجة الثانية في موسم 1893–94. بعد أن أنها الموسم في المركز الأول انتفل النادي إلى الدرجة الأولى، التي فاز بها في 1901 ومرة أخرى في 1906.

## التاريخ

### سبب العداوة
كلاسيكو إنجلترا أو ديربي الشمال الغربي أو حرب التاريخ والعراقة أو مسميات مُختلفة والمقصد هو واحد ليفربول ضد مانشستر يونايتد.
كان التنافس بين ليفربول وأنصار يونايتد شديدًا. ويرجع ذلك جزئيًا إلى حقيقة أن مانشستر يونايتد وليفربول سيطروا على كرة القدم الإنجليزية وهما الناديان الأكثر نجاحًا في البلاد وتحقيقا للالقاب. يعد الصراع على زعامة الكرة الإنجليزية أحد أهم الأسباب كراهية فريقي مانشستر يونايتد وليفربول فكلاً من جماهير الفريقين يرى نفسه الأفضل على مستوى الكرة الإنجليزية سواء محليا أو قارياً. بدأت الكراهية والعداوة بين المدينتين من القرن التاسع عشر لأسباب غير رياضية إلى أن وصلت إلى الرياضة، وفي أول مباراة بين الفريقين في عام 1894 إنتصر ممثل مدينة ليفربول بنتيجة 2-0. ومن شدة الكراهية بين الفريقين، رفعت جماهير ليفربول ذات يوم لافتة كُتب فيها لا تفجروا العراق .. فجروا مانشستر.
بقي اليونايتد لسنوات طويلة في دوري القسم الثاني في مرحلة ما قبل الحرب العالمية الأولى، بينما استقر ليفربول معظم هذه السنوات في دوري القسم الأول. كان التفوق لليفربول بشكل قاطع بين الحرب العالمية الأولى والثانية، إذ استطاع الريدز حسم 3 ألقاب دوري قبل نهاية الحرب، بينما توقفت إنجازات اليونايتد عند لقب واحد لكأس الاتحاد.
مع نهاية حقبة الستينيات اقتربت المنافسة وأصبح الناديان من المنافسين دوما على لقب الدوري المحلي، أما أوروبيا فقاد مات باسبي اليونايتد للحصول على أول لقب أوروبي في موسم 1968 كأول فريق إنجليزي يحقق البطولة. عاد ليفربول بعد 9 سنوات من تحقيق مان يونايتد لقب دوري الأبطال حين حقق 4 بطولات اوروبيه خلال 8 سنوات من عام 1976 وحتى عام 1984.
مع بداية السبعينيات، وقدوم بوب بايزلي مدربا لليفربول، تحول الريدز إلى عملاق أوحد لا يمكن إيقافه، وحصد كل شيء؛ وفي 20 عاما أصبح منفردا بصدارة ألقاب الدوري (18 لقبا)، والمنفرد بصدارة الأندية الإنجليزية في أوروبا (4 ألقاب دوري أبطال). وتوقفت إنجازات اليونايتد محليا وأوروبيا بدرجة كبيرة إلى أن جاء الإسكتلندي الشهير أليكس فيرغسون. توقفت سلسلة ليفربول من عام 1990 في تحقيق الدوري الأنجليزي حينما كان الأول على إنجلترا بـ18 لقب وأقرب نادي له كان أرسنال وايفرتون الذي لديهم 9 ألقاب دوري، ولكن عاد مرة أخرى ليفربول بتحقيق دوري أبطال أوروبا في عام 2005.
بعد أن حقق مان يونايتد اللقب الثاني على التوالي في عام 1994 رفعت جماهير ليفربول لافته كُتب فيها مع السلامة مان يونايتد، عودوا لنا عندما تحصلوا على 18 لقباً في الدوري في رسالة إلى فارق الـ9 القاب بين الفريقين في ذلك الوقت. انتظرت جماهير اليونايتد 15 عاماً لـ ترد على جماهير ليفربول في موسم 2008/2009 وكان البطل مان يونايتد الذي حقق 18 بطوله متعادلاً مع ليفربول: لقد قلتم لنا عودوا عندما نكون 18 لقبا، نحن عدنا الآن.

### الفترة الأخيرة
تمكن فريق مدينة مانشستر من الحصول على 20 لقب دوري محلي بينما تمكن فريق مدينة ليفربول من الحصول على 19 لقب محلي. تباين في السيطرة بين فريقين على الأقل وهو ما حدث في الكرة الإنجليزية، حيث ظهر فريق ليفربول كقوة خلال الفترة من 1972 حتى 1990 حصل فيها على 11 بطولة دوري و4 كؤوس أوروبية.
أما مانشستر يونايتد فقد فاز بأول ألقابه في 1908 ثم 1911، وبعد 40 عاماً تمكن من الفوز بـ3 بطولات خلال 6 سنوات بالخمسينيات، ثم توقفت سلسلة انتصاراتهم بسبب كارثة ميونيخ، وفي منتصف الستينيات تمكنوا من الفوز بلقبين، وفي الفترة من 1963 و67 فاز كلا الفريقين بلقب الدوري مرتين، ومع بداية التسعينيات انتهى عصر ليفربول واستطاع المدرب الإسكتلندي أليكس فيرغسون الصعود بمانشستر يونايتد للقمة بتحقيق 12 لقب منها بطولتين دوري أبطال أوروبا و4 كؤوس «كارلينغ كب» و3 كؤوس دوري. شهدت ملاعب الكرة الإنجليزية هزائم ثقيلة مذلة بين الطرفين، حيث تمكن ليفربول من هزيمة مانشستر يونايتد 7-1 عام 1895 وفي نفس العام رد مانشستر يونايتد بهزيمتهم 5-2 على ملعبهم. تعرض كلا الفريقين لحوادث مأساوية، حيث سبق لفريق مانشستر يونايتد خسارة معظم فريقه نتيجة تحطم طائرة تقله في 6 فبراير 1958 بعد عودته من مباراة في بلغراد، أما ليفربول فهناك كارثة تدافع الجماهير في ملعب هيلزبره عام 1989 أثناء مباراة الفريق مع نوتنغهام فورست بنصف نهائي كأس الاتحاد الإنجليزي، التي أدت إلى وفاة 96 مشجعاً، وقبلها كانت كارثة ملعب هيسل ببلجيكا التي أدت إلى حرمان الأندية الإنكليزية من المشاركة بالبطولات الأوروبية لمدة 5 سنوات.

## نتائج المواجهات
آخر تحديث 24 يناير 2021

### الملخص
| مجموع المواجهات          | مجموع المواجهات | مجموع المواجهات | مجموع المواجهات | مجموع المواجهات | مجموع المواجهات | مجموع المواجهات |
| البطولة                  | م               | ف.ل             | ت               | ف.م             | س.ل             | س.م             |
| ------------------------ | --------------- | --------------- | --------------- | --------------- | --------------- | --------------- |
| الدوري الإنجليزي الممتاز | 178             | 58              | 51              | 69              | 228             | 241             |
| كأس الاتحاد الإنجليزي    | 18              | 4               | 4               | 10              | 19              | 28              |
| كأس رابطة الأندية        | 5               | 3               | 0               | 2               | 7               | 6               |
| كأس الدرع الخيرية        | 6               | 2               | 3               | 1               | 7               | 6               |
| دوري أوروبا              | 2               | 1               | 1               | 0               | 3               | 1               |
| المجموع                  | 209             | 68              | 59              | 82              | 315             | 281             |

### بشكل تفصيلي
| بأرض ليفربول             | بأرض ليفربول | بأرض ليفربول | بأرض ليفربول | بأرض ليفربول | بأرض ليفربول | بأرض ليفربول |
| البطولة                  | م            | ف.ل          | ت            | ف.م          | س.ل          | س.م          |
| ------------------------ | ------------ | ------------ | ------------ | ------------ | ------------ | ------------ |
| الدوري الإنجليزي الممتاز | 90           | 42           | 23           | 25           | 146          | 95           |
| كأس الاتحاد الإنجليزي    | 5            | 3            | 1            | 1            | 7            | 6            |
| كأس رابطة الأندية        | 1            | 1            | 0            | 0            | 2            | 1            |
| كأس الدرع الخيرية        | -            | -            | -            | -            | -            | -            |
| دوري أوروبا              | 1            | 1            | 0            | 0            | 2            | 0            |
| المجموع                  | 93           | 45           | 22           | 26           | 188          | 101          |

| بأرض مانشستر يونايتد     | بأرض مانشستر يونايتد | بأرض مانشستر يونايتد | بأرض مانشستر يونايتد | بأرض مانشستر يونايتد | بأرض مانشستر يونايتد | بأرض مانشستر يونايتد |
| البطولة                  | م                    | ف.م                  | ت                    | ف.ل                  | س.م                  | س.ل                  |
| ------------------------ | -------------------- | -------------------- | -------------------- | -------------------- | -------------------- | -------------------- |
| الدوري الإنجليزي الممتاز | 88                   | 44                   | 28                   | 16                   | 146                  | 82                   |
| كأس الاتحاد الإنجليزي    | 7                    | 5                    | 1                    | 1                    | 12                   | 6                    |
| كأس رابطة الأندية        | 2                    | 2                    | 0                    | 0                    | 4                    | 1                    |
| كأس الدرع الخيرية        | 1                    | 0                    | 1                    | 0                    | 2                    | 2                    |
| دوري أوروبا              | 1                    | 0                    | 1                    | 0                    | 1                    | 1                    |
| المجموع                  | 96                   | 50                   | 29                   | 17                   | 162                  | 112                  |

| بأرض محايدة              | بأرض محايدة | بأرض محايدة | بأرض محايدة | بأرض محايدة | بأرض محايدة | بأرض محايدة |
| البطولة                  | م           | ف.ل         | ت           | ف.م         | س.ل         | س.م         |
| ------------------------ | ----------- | ----------- | ----------- | ----------- | ----------- | ----------- |
| الدوري الإنجليزي الممتاز | -           | -           | -           | -           | -           | -           |
| كأس الاتحاد الإنجليزي    | 6           | 0           | 2           | 4           | 6           | 10          |
| كأس رابطة الأندية        | 2           | 2           | 0           | 0           | 4           | 1           |
| كأس الدرع الخيرية        | 5           | 2           | 2           | 1           | 5           | 4           |
| المجموع                  | 13          | 4           | 4           | 5           | 15          | 15          |

## سجل اللقاءات
آخر تحديث 5 يناير 2025.

### كل المسابقات

#### في ملعب ليفربول
| التاريخ        | الملعب      | النتيجة | المسابقة                 |
| -------------- | ----------- | ------- | ------------------------ |
| 12 أكتوبر 1895 | ملعب أنفيلد | 7–1     | الدرجة الثانية           |
| 22 أبريل 1905  | ملعب أنفيلد | 4–0     | الدرجة الأولى            |
| 1 أبريل 1907   | ملعب أنفيلد | 0–1     | الدرجة الأولى            |
| 25 مارس 1908   | ملعب أنفيلد | 7–4     | الدرجة الأولى            |
| 30 يناير 1909  | ملعب أنفيلد | 3–1     | الدرجة الأولى            |
| 9 أكتوبر 1909  | ملعب أنفيلد | 3–2     | الدرجة الأولى            |
| 26 نوفمبر 1910 | ملعب أنفيلد | 3–2     | الدرجة الأولى            |
| 11 نوفمبر 1911 | ملعب أنفيلد | 3–2     | الدرجة الأولى            |
| 29 مارس 1913   | ملعب أنفيلد | 0–2     | الدرجة الأولى            |
| 15 أبريل 1914  | ملعب أنفيلد | 1–2     | الدرجة الأولى            |
| 26 ديسمبر 1914 | ملعب أنفيلد | 1–1     | الدرجة الأولى            |
| 1 يناير 1920   | ملعب أنفيلد | 0–0     | الدرجة الأولى            |
| 9 فبراير 1921  | ملعب أنفيلد | 2–0     | الدرجة الأولى            |
| 17 ديسمبر 1921 | ملعب أنفيلد | 2–1     | الدرجة الأولى            |
| 19 سبتمبر 1925 | ملعب أنفيلد | 5–0     | الدرجة الأولى            |
| 28 أغسطس 1926  | ملعب أنفيلد | 4–2     | الدرجة الأولى            |
| 24 ديسمبر 1927 | ملعب أنفيلد | 2–0     | الدرجة الأولى            |
| 13 فبراير 1929 | ملعب أنفيلد | 2–3     | الدرجة الأولى            |
| 25 يناير 1930  | ملعب أنفيلد | 1–0     | الدرجة الأولى            |
| 3 أبريل 1931   | ملعب أنفيلد | 1–1     | الدرجة الأولى            |
| 27 مارس 1937   | ملعب أنفيلد | 2–0     | الدرجة الأولى            |
| 7 سبتمبر 1938  | ملعب أنفيلد | 1–0     | الدرجة الأولى            |
| 3 مايو 1947    | ملعب أنفيلد | 1–0     | الدرجة الأولى            |
| 3 سبتمبر 1947  | ملعب أنفيلد | 2–2     | الدرجة الأولى            |
| 27 ديسمبر 1948 | ملعب أنفيلد | 0–2     | الدرجة الأولى            |
| 7 سبتمبر 1949  | ملعب أنفيلد | 1–1     | الدرجة الأولى            |
| 23 أغسطس 1950  | ملعب أنفيلد | 2–1     | الدرجة الأولى            |
| 24 نوفمبر 1951 | ملعب أنفيلد | 0–0     | الدرجة الأولى            |
| 13 ديسمبر 1952 | ملعب أنفيلد | 1–2     | الدرجة الأولى            |
| 22 أغسطس 1953  | ملعب أنفيلد | 4–4     | الدرجة الأولى            |
| 13 أبريل 1963  | ملعب أنفيلد | 1–0     | الدرجة الأولى            |
| 13 أبريل 1964  | ملعب أنفيلد | 3–0     | الدرجة الأولى            |
| 31 أكتوبر 1964 | ملعب أنفيلد | 0–2     | الدرجة الأولى            |
| 1 يناير 1966   | ملعب أنفيلد | 2–1     | الدرجة الأولى            |
| 25 مارس 1967   | ملعب أنفيلد | 0–0     | الدرجة الأولى            |
| 11 نوفمبر 1967 | ملعب أنفيلد | 1–2     | الدرجة الأولى            |
| 12 أكتوبر 1968 | ملعب أنفيلد | 2–0     | الدرجة الأولى            |
| 13 ديسمبر 1969 | ملعب أنفيلد | 1–4     | الدرجة الأولى            |
| 5 سبتمبر 1970  | ملعب أنفيلد | 1–1     | الدرجة الأولى            |
| 25 سبتمبر 1971 | ملعب أنفيلد | 2–2     | الدرجة الأولى            |
| 15 أغسطس 1972  | ملعب أنفيلد | 2–0     | الدرجة الأولى            |
| 22 ديسمبر 1973 | ملعب أنفيلد | 2–0     | الدرجة الأولى            |
| 18 نوفمبر 1975 | ملعب أنفيلد | 3–1     | الدرجة الأولى            |
| 3 مايو 1977    | ملعب أنفيلد | 1–0     | الدرجة الأولى            |
| 25 فبراير 1978 | ملعب أنفيلد | 3–1     | الدرجة الأولى            |
| 14 أبريل 1979  | ملعب أنفيلد | 2–0     | الدرجة الأولى            |
| 26 ديسمبر 1979 | ملعب أنفيلد | 2–0     | الدرجة الأولى            |
| 14 أبريل 1981  | ملعب أنفيلد | 0–1     | الدرجة الأولى            |
| 24 أكتوبر 1981 | ملعب أنفيلد | 1–2     | الدرجة الأولى            |
| 16 أكتوبر 1982 | ملعب أنفيلد | 0–0     | الدرجة الأولى            |
| 2 يناير 1984   | ملعب أنفيلد | 1–1     | الدرجة الأولى            |
| 31 مارس 1985   | ملعب أنفيلد | 0–1     | الدرجة الأولى            |
| 9 فبراير 1986  | ملعب أنفيلد | 1–1     | الدرجة الأولى            |
| 26 ديسمبر 1986 | ملعب أنفيلد | 0–1     | الدرجة الأولى            |
| 4 أبريل 1988   | ملعب أنفيلد | 3–3     | الدرجة الأولى            |
| 3 سبتمبر 1988  | ملعب أنفيلد | 1–0     | الدرجة الأولى            |
| 23 ديسمبر 1989 | ملعب أنفيلد | 0–0     | الدرجة الأولى            |
| 16 سبتمبر 1990 | ملعب أنفيلد | 4–0     | الدرجة الأولى            |
| 26 أبريل 1992  | ملعب أنفيلد | 2–0     | الدرجة الأولى            |
| 6 مارس 1993    | ملعب أنفيلد | 1–2     | الدوري الإنجليزي الممتاز |
| 4 يناير 1994   | ملعب أنفيلد | 3–3     | الدوري الإنجليزي الممتاز |
| 19 مارس 1995   | ملعب أنفيلد | 2–0     | الدوري الإنجليزي الممتاز |
| 17 ديسمبر 1995 | ملعب أنفيلد | 2–0     | الدوري الإنجليزي الممتاز |
| 19 أبريل 1997  | ملعب أنفيلد | 1–3     | الدوري الإنجليزي الممتاز |
| 6 ديسمبر 1997  | ملعب أنفيلد | 1–3     | الدوري الإنجليزي الممتاز |
| 5 مايو 1999    | ملعب أنفيلد | 2–2     | الدوري الإنجليزي الممتاز |
| 11 سبتمبر 1999 | ملعب أنفيلد | 2–3     | الدوري الإنجليزي الممتاز |
| 31 مارس 2001   | ملعب أنفيلد | 2–0     | الدوري الإنجليزي الممتاز |
| 4 نوفمبر 2001  | ملعب أنفيلد | 3–1     | الدوري الإنجليزي الممتاز |
| 1 ديسمبر 2002  | ملعب أنفيلد | 1–2     | الدوري الإنجليزي الممتاز |
| 9 نوفمبر 2003  | ملعب أنفيلد | 1–2     | الدوري الإنجليزي الممتاز |
| 15 يناير 2005  | ملعب أنفيلد | 0–1     | الدوري الإنجليزي الممتاز |
| 18 سبتمبر 2005 | ملعب أنفيلد | 0–0     | الدوري الإنجليزي الممتاز |
| 3 مارس 2007    | ملعب أنفيلد | 0–1     | الدوري الإنجليزي الممتاز |
| 16 ديسمبر 2007 | ملعب أنفيلد | 0–1     | الدوري الإنجليزي الممتاز |
| 13 سبتمبر 2008 | ملعب أنفيلد | 2–1     | الدوري الإنجليزي الممتاز |
| 25 أكتوبر 2009 | ملعب أنفيلد | 2–0     | الدوري الإنجليزي الممتاز |
| 6 مارس 2011    | ملعب أنفيلد | 3–1     | الدوري الإنجليزي الممتاز |
| 15 أكتوبر 2011 | ملعب أنفيلد | 1–1     | الدوري الإنجليزي الممتاز |
| 23 سبتمبر 2012 | ملعب أنفيلد | 1–2     | الدوري الإنجليزي الممتاز |
| 1 سبتمبر 2013  | ملعب أنفيلد | 1–0     | الدوري الإنجليزي الممتاز |
| 22 مارس 2015   | ملعب أنفيلد | 1–2     | الدوري الإنجليزي الممتاز |
| 17 يناير 2016  | ملعب أنفيلد | 0–1     | الدوري الإنجليزي الممتاز |
| 17 أكتوبر 2016 | ملعب أنفيلد | 0–0     | الدوري الإنجليزي الممتاز |
| 14 أكتوبر 2017 | ملعب أنفيلد | 0–0     | الدوري الإنجليزي الممتاز |
| 16 ديسمبر 2018 | ملعب أنفيلد | 3–1     | الدوري الإنجليزي الممتاز |
| 19 يناير 2020  | ملعب أنفيلد | 2–0     | الدوري الإنجليزي الممتاز |
| 17 يناير 2021  | ملعب أنفيلد | 0–0     | الدوري الإنجليزي الممتاز |
| 19 أبريل 2022  | ملعب أنفيلد | 4–0     | الدوري الإنجليزي الممتاز |
| 5 مارس 2023    | ملعب أنفيلد | 7–0     | الدوري الانجليزي الممتاز |
| 17 ديسمبر 2023 | ملعب أنفيلد | 0–0     | الدوري الانجليزي الممتاز |
| 5 يناير 2025   | ملعب أنفيلد | 2–2     | الدوري الانجليزي الممتاز |

#### في ملعب مانشستر يونايتد
| التاريخ        | الملعب            | النتيجة | المسابقة                 |
| -------------- | ----------------- | ------- | ------------------------ |
| 2 نوفمبر 1895  | ملعب بانك ستريت   | 5–2     | الدرجة الأولى            |
| 24 ديسمبر 1904 | ملعب بانك ستريت   | 3–1     | الدرجة الأولى            |
| 25 ديسمبر 1906 | ملعب بانك ستريت   | 0–0     | الدرجة الأولى            |
| 7 سبتمبر 1907  | ملعب بانك ستريت   | 4–0     | الدرجة الأولى            |
| 26 سبتمبر 1908 | ملعب بانك ستريت   | 3–2     | الدرجة الأولى            |
| 19 فبراير 1910 | ملعب أولد ترافورد | 3–4     | الدرجة الأولى            |
| 1 أبريل 1911   | ملعب أولد ترافورد | 2–0     | الدرجة الأولى            |
| 23 مارس 1912   | ملعب أولد ترافورد | 1–1     | الدرجة الأولى            |
| 23 نوفمبر 1912 | ملعب أولد ترافورد | 3–1     | الدرجة الأولى            |
| 1 نوفمبر 1913  | ملعب أولد ترافورد | 3–0     | الدرجة الأولى            |
| 2 أبريل 1915   | ملعب أولد ترافورد | 2–0     | الدرجة الأولى            |
| 26 ديسمبر 1919 | ملعب أولد ترافورد | 0–0     | الدرجة الأولى            |
| 5 فبراير 1921  | ملعب أولد ترافورد | 1–1     | الدرجة الأولى            |
| 24 ديسمبر 1921 | ملعب أولد ترافورد | 0–0     | الدرجة الأولى            |
| 10 مارس 1926   | ملعب أولد ترافورد | 3–3     | الدرجة الأولى            |
| 15 يناير 1927  | ملعب أولد ترافورد | 0–1     | الدرجة الأولى            |
| 5 مايو 1928    | ملعب أولد ترافورد | 6–1     | الدرجة الأولى            |
| 15 سبتمبر 1928 | ملعب أولد ترافورد | 2–2     | الدرجة الأولى            |
| 21 سبتمبر 1929 | ملعب أولد ترافورد | 1–2     | الدرجة الأولى            |
| 6 أبريل 1931   | ملعب أولد ترافورد | 4–1     | الدرجة الأولى            |
| 21 نوفمبر 1936 | ملعب أولد ترافورد | 2–5     | الدرجة الأولى            |
| 6 مايو 1939    | ملعب أولد ترافورد | 2–0     | الدرجة الأولى            |
| 11 سبتمبر 1946 | ملعب ماين رود     | 5–0     | الدرجة الأولى            |
| 27 أغسطس 1947  | ملعب ماين رود     | 2–0     | الدرجة الأولى            |
| 25 ديسمبر 1948 | ملعب أولد ترافورد | 0–0     | الدرجة الأولى            |
| 15 مارس 1950   | ملعب أولد ترافورد | 0–0     | الدرجة الأولى            |
| 30 أغسطس 1950  | ملعب أولد ترافورد | 1–0     | الدرجة الأولى            |
| 12 أبريل 1952  | ملعب أولد ترافورد | 4–0     | الدرجة الأولى            |
| 20 أبريل 1953  | ملعب أولد ترافورد | 3–1     | الدرجة الأولى            |
| 19 ديسمبر 1953 | ملعب أولد ترافورد | 5–1     | الدرجة الأولى            |
| 10 نوفمبر 1962 | ملعب أولد ترافورد | 3–3     | الدرجة الأولى            |
| 23 نوفمبر 1963 | ملعب أولد ترافورد | 0–1     | الدرجة الأولى            |
| 24 أبريل 1965  | ملعب أولد ترافورد | 3–0     | الدرجة الأولى            |
| 9 أكتوبر 1965  | ملعب أولد ترافورد | 2–0     | الدرجة الأولى            |
| 10 ديسمبر 1966 | ملعب أولد ترافورد | 2–2     | الدرجة الأولى            |
| 6 أبريل 1968   | ملعب أولد ترافورد | 1–2     | الدرجة الأولى            |
| 14 ديسمبر 1968 | ملعب أولد ترافورد | 1–0     | الدرجة الأولى            |
| 13 سبتمبر 1969 | ملعب أولد ترافورد | 1–0     | الدرجة الأولى            |
| 19 أبريل 1971  | ملعب أولد ترافورد | 0–2     | الدرجة الأولى            |
| 3 أبريل 1972   | ملعب أولد ترافورد | 0–3     | الدرجة الأولى            |
| 11 نوفمبر 1972 | ملعب أولد ترافورد | 2–0     | الدرجة الأولى            |
| 29 سبتمبر 1973 | ملعب أولد ترافورد | 0–0     | الدرجة الأولى            |
| 18 فبراير 1976 | ملعب أولد ترافورد | 0–0     | الدرجة الأولى            |
| 16 فبراير 1977 | ملعب أولد ترافورد | 0–0     | الدرجة الأولى            |
| 1 أكتوبر 1977  | ملعب أولد ترافورد | 2–0     | الدرجة الأولى            |
| 26 ديسمبر 1978 | ملعب أولد ترافورد | 0–3     | الدرجة الأولى            |
| 5 أبريل 1980   | ملعب أولد ترافورد | 2–1     | الدرجة الأولى            |
| 26 ديسمبر 1980 | ملعب أولد ترافورد | 0–0     | الدرجة الأولى            |
| 7 أبريل 1982   | ملعب أولد ترافورد | 0–1     | الدرجة الأولى            |
| 26 فبراير 1983 | ملعب أولد ترافورد | 1–1     | الدرجة الأولى            |
| 24 سبتمبر 1983 | ملعب أولد ترافورد | 1–0     | الدرجة الأولى            |
| 22 سبتمبر 1984 | ملعب أولد ترافورد | 1–1     | الدرجة الأولى            |
| 19 أكتوبر 1985 | ملعب أولد ترافورد | 1–1     | الدرجة الأولى            |
| 20 أبريل 1987  | ملعب أولد ترافورد | 1–0     | الدرجة الأولى            |
| 15 نوفمبر 1987 | ملعب أولد ترافورد | 1–1     | الدرجة الأولى            |
| 1 يناير 1989   | ملعب أولد ترافورد | 3–1     | الدرجة الأولى            |
| 18 مارس 1990   | ملعب أولد ترافورد | 1–2     | الدرجة الأولى            |
| 3 فبراير 1991  | ملعب أولد ترافورد | 1–1     | الدرجة الأولى            |
| 6 أكتوبر 1991  | ملعب أولد ترافورد | 0–0     | الدرجة الأولى            |
| 18 أكتوبر 1992 | ملعب أولد ترافورد | 2–2     | الدوري الإنجليزي الممتاز |
| 30 مارس 1994   | ملعب أولد ترافورد | 1–0     | الدوري الإنجليزي الممتاز |
| 17 سبتمبر 1994 | ملعب أولد ترافورد | 2–0     | الدوري الإنجليزي الممتاز |
| 1 أكتوبر 1995  | ملعب أولد ترافورد | 2–2     | الدوري الإنجليزي الممتاز |
| 12 أكتوبر 1996 | ملعب أولد ترافورد | 1–0     | الدوري الإنجليزي الممتاز |
| 10 أبريل 1998  | ملعب أولد ترافورد | 1–1     | الدوري الإنجليزي الممتاز |
| 24 سبتمبر 1998 | ملعب أولد ترافورد | 2–0     | الدوري الإنجليزي الممتاز |
| 4 مارس 2000    | ملعب أولد ترافورد | 1–1     | الدوري الإنجليزي الممتاز |
| 17 ديسمبر 2000 | ملعب أولد ترافورد | 0–1     | الدوري الإنجليزي الممتاز |
| 22 يناير 2002  | ملعب أولد ترافورد | 0–1     | الدوري الإنجليزي الممتاز |
| 5 أبريل 2003   | ملعب أولد ترافورد | 4–0     | الدوري الإنجليزي الممتاز |
| 24 أبريل 2004  | ملعب أولد ترافورد | 0–1     | الدوري الإنجليزي الممتاز |
| 20 سبتمبر 2004 | ملعب أولد ترافورد | 2–1     | الدوري الإنجليزي الممتاز |
| 22 يناير 2006  | ملعب أولد ترافورد | 1–0     | الدوري الإنجليزي الممتاز |
| 22 أكتوبر 2006 | ملعب أولد ترافورد | 2–0     | الدوري الإنجليزي الممتاز |
| 23 مارس 2008   | ملعب أولد ترافورد | 3–0     | الدوري الإنجليزي الممتاز |
| 14 مارس 2009   | ملعب أولد ترافورد | 1–4     | الدوري الإنجليزي الممتاز |
| 21 مارس 2010   | ملعب أولد ترافورد | 2–1     | الدوري الإنجليزي الممتاز |
| 19 سبتمبر 2010 | ملعب أولد ترافورد | 3–2     | الدوري الإنجليزي الممتاز |
| 11 فبراير 2012 | ملعب أولد ترافورد | 2–1     | الدوري الإنجليزي الممتاز |
| 13 يناير 2013  | ملعب أولد ترافورد | 2–1     | الدوري الإنجليزي الممتاز |
| 16 مارس 2014   | ملعب أولد ترافورد | 0–3     | الدوري الإنجليزي الممتاز |
| 14 ديسمبر 2014 | ملعب أولد ترافورد | 3–0     | الدوري الإنجليزي الممتاز |
| 12 سبتمبر 2015 | ملعب أولد ترافورد | 3–1     | الدوري الإنجليزي الممتاز |
| 15 يناير 2017  | ملعب أولد ترافورد | 1–1     | الدوري الإنجليزي الممتاز |
| 10 مارس 2018   | ملعب أولد ترافورد | 2–1     | الدوري الإنجليزي الممتاز |
| 24 فبراير 2019 | ملعب أولد ترافورد | 0–0     | الدوري الإنجليزي الممتاز |
| 20 أكتوبر 2019 | ملعب أولد ترافورد | 1–1     | الدوري الإنجليزي الممتاز |
| 13 مايو 2021   | ملعب أولد ترافورد | 2–4     | الدوري الانجليزي الممتاز |
| 24 أكتوبر 2021 | ملعب أولد ترافورد | 0–5     | الدوري الانجليزي الممتاز |
| 22 أغسطس 2022  | ملعب أولد ترافورد | 2–1     | الدوري الانجليزي الممتاز |
| 7 أبريل 2024   | ملعب أولد ترافورد | 2–2     | الدوري الانجليزي الممتاز |
| 1 سبتمبر 2024  | ملعب أولد ترافورد | 0–3     | الدوري الانجليزي الممتاز |

#### مجموع اللقاءات في الدوري
| أرقام الدوري في ملعب كل فريق |       |         |         |
| الفريق المستضيف              | الفوز | الخسارة | التعادل |
| ليفربول                      | 43    | 25      | 24      |
| مانشستر يونايتد              | 44    | 19      | 29      |

| منافسات الدوري      |             |         |
| فاز مانشستر يونايتد | فاز ليفربول | التعادل |
| 69                  | 62          | 53      |

### منافسات الكؤوس المحلية
| التاريخ        | الملعب            | المباريات       | المباريات       | المباريات       | المسابقة                                         |
| التاريخ        | الملعب            | الفريق 1        | النتيجة         | الفريق 2        | المسابقة                                         |
| -------------- | ----------------- | --------------- | --------------- | --------------- | ------------------------------------------------ |
| 12 فبراير 1898 | ملعب بانك ستريت   | نيوتن هيث       | 0–0             | ليفربول         | كأس الاتحاد الإنجليزي 1897–98                    |
| 16 فبراير 1898 | ملعب أنفيلد       | ليفربول         | 2–1             | نيوتن هيث       | كأس الاتحاد الإنجليزي 1897–98                    |
| 7 فبراير 1903  | ملعب بانك ستريت   | مانشستر يونايتد | 2–1             | ليفربول         | كأس الاتحاد الإنجليزي 1902–03                    |
| 8 يناير 1921   | ملعب أنفيلد       | ليفربول         | 1–1             | مانشستر يونايتد | كأس الاتحاد الإنجليزي 1920–21                    |
| 12 يناير 1921  | ملعب أولد ترافورد | مانشستر يونايتد | 1–2             | ليفربول         | كأس الاتحاد الإنجليزي 1920–21                    |
| 24 يناير 1948  | غوديسون بارك      | مانشستر يونايتد | 3–0             | ليفربول         | كأس الاتحاد الإنجليزي 1947–48                    |
| 30 يناير 1960  | ملعب أنفيلد       | ليفربول         | 1–3             | مانشستر يونايتد | كأس الاتحاد الإنجليزي 1959–60                    |
| 14 أغسطس 1965  | ملعب أولد ترافورد | مانشستر يونايتد | 2–2             | ليفربول         | نهائي الدرع الخيرية 1965                         |
| 21 مايو 1977   | ملعب ويمبلي       | مانشستر يونايتد | 2–1             | ليفربول         | كأس الاتحاد الإنجليزي 1976–77                    |
| 13 أغسطس 1977  | ملعب ويمبلي       | ليفربول         | 0–0             | مانشستر يونايتد | نهائي الدرع الخيرية 1977                         |
| 31 مارس 1979   | ملعب ماين رود     | مانشستر يونايتد | 2–2 (وقت إضافي) | ليفربول         | كأس الاتحاد الإنجليزي 1978–79                    |
| 4 أبريل 1979   | غوديسون بارك      | مانشستر يونايتد | 1–0             | ليفربول         | كأس الاتحاد الإنجليزي 1978–79                    |
| 26 مارس 1983   | ملعب ويمبلي       | ليفربول         | 2–1 (وقت إضافي) | مانشستر يونايتد | نهائي كأس الرابطة الإنجليزية 1983                |
| 20 أغسطس 1983  | ملعب ويمبلي       | مانشستر يونايتد | 2–0             | ليفربول         | نهائي الدرع الخيرية 1983                         |
| 13 أبريل 1985  | غوديسون بارك      | مانشستر يونايتد | 2–2 (وقت إضافي) | ليفربول         | كأس الاتحاد الإنجليزي 1984–85                    |
| 17 أبريل 1985  | ملعب ماين رود     | مانشستر يونايتد | 2–1             | ليفربول         | كأس الاتحاد الإنجليزي 1984–85                    |
| 26 نوفمبر 1985 | ملعب أنفيلد       | ليفربول         | 2–1             | مانشستر يونايتد | كأس رابطة الأندية الإنجليزية المحترفة 1985–86    |
| 18 أغسطس 1990  | ملعب ويمبلي       | ليفربول         | 1–1             | مانشستر يونايتد | نهائي الدرع الخيرية 1990                         |
| 31 أكتوبر 1990 | ملعب أولد ترافورد | مانشستر يونايتد | 3–1             | ليفربول         | كأس رابطة الأندية الإنجليزية المحترفة 1990–91    |
| 11 مايو 1996   | ملعب ويمبلي       | مانشستر يونايتد | 1–0             | ليفربول         | كأس الاتحاد الإنجليزي 1995–96                    |
| 24 يناير 1999  | ملعب أولد ترافورد | مانشستر يونايتد | 2–1             | ليفربول         | كأس الاتحاد الإنجليزي 1998–99                    |
| 12 أغسطس 2001  | ملعب الألفية      | ليفربول         | 2–1             | مانشستر يونايتد | درع الاتحاد الإنجليزي 2001                       |
| 2 مارس 2003    | ميلينيوم ستاديوم  | ليفربول         | 2–0             | مانشستر يونايتد | نهائي كأس رابطة الأندية الإنجليزية المحترفة 2003 |
| 18 فبراير 2006 | ملعب أنفيلد       | ليفربول         | 1–0             | مانشستر يونايتد | كأس الاتحاد الإنجليزي 2005–06                    |
| 9 يناير 2011   | ملعب أولد ترافورد | مانشستر يونايتد | 1–0             | ليفربول         | كأس الاتحاد الإنجليزي 2010–11                    |
| 28 يناير 2012  | ملعب أنفيلد       | ليفربول         | 2–1             | مانشستر يونايتد | كأس الاتحاد الإنجليزي 2011–12                    |
| 25 سبتمبر 2013 | ملعب أولد ترافورد | مانشستر يونايتد | 1–0             | ليفربول         | كأس رابطة الأندية الإنجليزية المحترفة 2013–14    |
| 24 يناير 2021  | ملعب أولد ترافورد | مانشستر يونايتد | 3–2             | ليفربول         | الدور الرابع من كأس الاتحاد الإنجليزي 2020–21    |
| 17 مارس 2024   | ملعب أولد ترافورد | مانشستر يونايتد | 4–3             | ليفربول         | كأس الاتحاد الإنجليزي 2023–24                    |

| ملخص المنافسات الكؤوس |             |         |
| فاز مانشستر يونايتد   | فاز ليفربول | التعادل |
| 14                    | 9           | 7       |

### المنافسات الأوروبية
| التاريخ      | الملعب            | المباريات       | المباريات | المباريات       | المسابقة                |
| التاريخ      | الملعب            | الفريق 1        | النتيجة   | الفريق 2        | المسابقة                |
| ------------ | ----------------- | --------------- | --------- | --------------- | ----------------------- |
| 10 مارس 2016 | ملعب أنفيلد       | ليفربول         | 2–0       | مانشستر يونايتد | الدوري الأوروبي 2015–16 |
| 17 مارس 2016 | ملعب أولد ترافورد | مانشستر يونايتد | 1–1       | ليفربول         | الدوري الأوروبي 2015–16 |

| ملخص المنافسات الأوروبية |             |         |
| فاز مانشستر يونايتد      | فاز ليفربول | التعادل |
| 0                        | 1           | 1       |

### منافسات تصفيات التأهل
| التاريخ       | الملعب     | المباريات | المباريات | المباريات | المسابقة                            |
| التاريخ       | الملعب     | الفريق 1  | النتيجة   | الفريق 2  | المسابقة                            |
| ------------- | ---------- | --------- | --------- | --------- | ----------------------------------- |
| 28 أبريل 1894 | إيوود بارك | ليفربول   | 2–0       | نيوتن هيث | الدوري الإنجليزي لكرة القدم 1893–94 |

| ملخص منافسات تصفيات التأهل |             |         |
| فاز مانشستر يونايتد        | فاز ليفربول | التعادل |
| 0                          | 1           | 0       |

## شاركوا مع الفريقين
| التاريخ     | الإسم           | من              | إلى             | قيمة الصفقة |
| ----------- | --------------- | --------------- | --------------- | ----------- |
| أغسطس 1912  | توم تشورلتون    | ليفربول         | مانشستر يونايتد |             |
| نوفمبر 1913 | جاكي شيلدون     | مانشستر يونايتد | ليفربول         |             |
| سبتمبر 1920 | توم ميلر        | ليفربول         | مانشستر يونايتد | £2,000      |
| مايو 1921   | فريد هوبكين     | مانشستر يونايتد | ليفربول         |             |
| فبراير 1929 | تومي ريد        | ليفربول         | مانشستر يونايتد |             |
| يناير 1938  | تيد سافاج       | ليفربول         | مانشستر يونايتد |             |
| نوفمبر 1938 | ألينبوي تشيلتون | ليفربول         | مانشستر يونايتد |             |
| فبراير 1954 | توماس ماكنولتي  | مانشستر يونايتد | ليفربول         | £7,000      |
| أبريل 1964  | فيل تشيسنال     | مانشستر يونايتد | ليفربول         | £25,000     |

## البطولات
| البطولات المحلية                      |         | |                 | |
| المسابقة                              | ليفربول | ليفربول | مانشستر يونايتد | مانشستر يونايتد |
| المسابقة                              | الألقاب | السنوات | الألقاب         | السنوات |
| الدوري الإنجليزي لكرة القدم           | 20      | 1900–01، 1905–06، 1921–22، 1922–23، 1946–47، 1963–64، 1965–66، 1972–73، 1975–76، 1976–77، 1978–79، 1979–80، 1981–82، 1982–83، 1983–84، 1985–86، 1987–88، 1989–90 | 7               | 1907–08، 1910–11، 1951–52، 1955–56، 1956–57، 1964–65، 1966–67                                                                    |
| مجموع بطولات الدوري                   | 20      | 20 | 20              | 20 |
| كأس الاتحاد الإنجليزي                 | 8       | 1964–65، 1973–74، 1985–86، 1988–89، 1991–92، 2000–01، 2005–06، 2021–22                                                                                           | 13              | 1908–09، 1947–48، 1962–63، 1976–77، 1982–83، 1984–85، 1989–90، 1993–94، 1995–96، 1998–99، 2003–04، 2015–16، 2023–24              |
| كأس رابطة الأندية الإنجليزية المحترفة | 10      | 1980–81، 1981–82، 1982–83، 1983–84، 1994–95، 2000–01، 2002–03، 2011–12 2021–22، 2023–24                                                                          | 6               | 1991–92، 2005–06، 2008–09، 2009–10، 2016–17، 2022–23                                                                             |
| درع المجتمع الإنجليزي (* = بالمناصفة) | 16      | 1964*, 1965*, 1966، 1974، 1976، 1977*, 1979، 1980، 1982، 1986*, 1988، 1989، 1990*, 2001، 2006، 2022                                                              | 21              | 1908، 1911، 1952، 1956، 1957، 1965*, 1967*, 1977*, 1983، 1990*, 1993، 1994، 1996، 1997، 2003، 2007، 2008، 2010، 2011، 2013، 2016 |
| كأس السوبر الانجليزي                  | 1       | 1986 | 0               | |
| مجموع البطولات المحلية                | 55      | 55 | 60              | 60 |
| البطولات الأوروبية                    |         | |                 | |
| كأس أوروبا/دوري أبطال أوروبا          | 6       | 1976–77، 1977–78، 1980–81، 1983–84، 2004–05، 2018–19 | 3               | 1967–68، 1998–99، 2007–08 |
| الدوري الأوروبي/كأس الاتحاد الأوروبي  | 3       | 1972–73، 1975–76، 2000–01 | 1               | 2016–17 |
| كأس الكؤوس الأوروبية                  | 0       | | 1               | 1990–91 |
| كأس السوبر الأوروبيl                  | 4       | 1977، 2001، 2005، 2019 | 1               | 1991 |
| مجموع البطولات الأوروبية              | 13      | 13 | 6               | 6 |
| البطولات القارية                      |         | |                 | |
| كأس العالم للأندية                    | 1       | 2019 | 1               | 2008 |
| كأس الإنتركونتيننتال                  | 0       | | 1               | 1999 |
| مجموع البطولات القارية                | 1       | 1 | 2               | 2 |
| الإجمالي                              |         | |                 | |
| مجموع كل البطولات                     | 69      | 69 | 68              | 68 |

آخر تحديث كان في 27 أبريل 2025.

## هوامش
1. ↑  Due to war damage, ملعب أولد ترافورد was closed at the time, and مانشستر يونايتد were playing their home المباريات at ملعب ماين رود. However, on the same day, مانشستر سيتي were at home to تشيلسي in another FA Cup tie and as a result this tie was switched to غوديسون بارك